# Política prefigurativa
El terme política prefigurativa és un terme d'origen anarquista generalitzat en diversos moviments d'activistes, i, que en resum, es descriu com les maneres d'organització i tàctiques realitzades que reflecteixen amb exactitud el futur la societat que es busca. És un concepte relacionat d'acció directa i semblant al d'ètica de l'acció.
Els anarquistes es refereixen a això com "la construcció d'un nou món en la closca del vell", tot prenent un lema clàssic de la IWW. Si és un grup amb l'objectiu d'eliminar les diferències estratificades de classe, la política prefigurativa exigeix que no hi hagi diferenciació de classe dins d'aquest grup, de manera que cal deixar-les a banda. El mateix principi s'aplica a la jerarquia: si un grup lluita contra la supressió d'algunes o totes les formes de jerarquia en la societat en general, la política prefigurativa demanda fer el mateix dins del seu grup.

## Perspectives sobre política prefigurativa
L'antropòleg David Graeber a Fragments d'una antropologia anarquista té en compte aquesta noció de política per identificar una ideologia o moviment emparentat a l'anarquisme, per exemple descriure la política prefigurativa dels que van participar en les manifestacions contra l'OMC de Seattle 1999:
| «        | Quan corejaven els manifestants a Seattle "així és com llueix la democràcia", vol dir que han de prendre-s'ho literalment. En la millor tradició de l'acció directa, que no només enfronta una determinada forma de poder, exposa els seus mecanismes i tracta d'evitar que, literalment, es caigui en els seus enganys: ho van fer d'una manera que demostra per què el tipus de relacions socials en què es basa el poder són innecessaris. Aquesta és la raó perquè tots els comentaris condescendents sobre un moviment dominat per un grup de nens babaus, sense ideologia coherent, estan completament perduts de la pista. La diversitat és una funció de la forma d'organització descentralitzada, i aquesta organització és la ideologia del moviment. | » |
| — (P.84) | |   |

## Exemple
El Black Panther Party dels Estats Units és responsable de crear els anomenats programes de supervivència, com el conegut esmorzar gratuït per als nens del programa. Aquests programes s'han dissenyat per garantir l'alimentació, l'educació, l'atenció mèdica i roba per a les persones de fora de les relacions capitalistes tradicionals, així com els programes socials estatals.
Altres exemples de solidaritat organitzada voluntàriament i autofinançada són els programes de desenvolupament dels zapatistes i l'EZLN, els 3 eixos són impulsar: l'educació, la salut i el comerç, per tenir recursos pel seu propi compte, sense esperar l'ajuda governamental. Igual exemple són les xarxes comercials d'economia solidària, al costat de la banca ètica i el comerç just, un tipus de producció i comercialització voluntària i cooperativa.